# Grande Prêmio da Grã-Bretanha de 2022
O Grande Prêmio da Grã-Bretanha de 2022 (formalmente denominado Formula 1 Lenovo British Grand Prix 2022) foi a décima etapa da temporada de 2022 da Fórmula 1. Foi disputada em 3 de julho de 2022 no Circuito de Silverstone, em Silverstone, Reino Unido.

## Resultados

### Treino classificatório
| 1                        | 55 | Carlos Sainz Jr. | Ferrari               | 1:40.190 | 1:41.602 | 1:40.983 | 1  |
| 2                        | 1  | Max Verstappen   | Red Bull Racing-RBPT  | 1:39.129 | 1:40.655 | 1:41.055 | 2  |
| 3                        | 16 | Charles Leclerc  | Ferrari               | 1:39.846 | 1:41.247 | 1:41.298 | 3  |
| 4                        | 11 | Sergio Pérez     | Red Bull Racing-RBPT  | 1:40.521 | 1:42.513 | 1:41.616 | 4  |
| 5                        | 44 | Lewis Hamilton   | Mercedes              | 1:40.428 | 1:41.062 | 1:41.995 | 5  |
| 6                        | 4  | Lando Norris     | McLaren-Mercedes      | 1:41.515 | 1:41.821 | 1:42.084 | 6  |
| 7                        | 14 | Fernando Alonso  | Alpine-Renault        | 1:41.598 | 1:42.209 | 1:42.116 | 7  |
| 8                        | 63 | George Russell   | Mercedes              | 1:40.028 | 1:41.725 | 1:42.161 | 8  |
| 9                        | 24 | Guanyu Zhou      | Alfa Romeo-Ferrari    | 1:40.791 | 1:42.640 | 1:42.719 | 9  |
| 10                       | 6  | Nicholas Latifi  | Williams-Mercedes     | 1:41.998 | 1:43.273 | 2:03.095 | 10 |
| 11                       | 10 | Pierre Gasly     | AlphaTauri-RBPT       | 1:41.680 | 1:43.702 | —        | 11 |
| 12                       | 77 | Valtteri Bottas  | Alfa Romeo-Ferrari    | 1:41.396 | 1:44.232 | —        | 12 |
| 13                       | 22 | Yuki Tsunoda     | AlphaTauri-RBPT       | 1:41.893 | 1:44.311 | —        | 13 |
| 14                       | 3  | Daniel Ricciardo | McLaren-Mercedes      | 1:41.933 | 1:44.355 | —        | 14 |
| 15                       | 31 | Esteban Ocon     | Alpine-Renault        | 1:41.730 | 1:45.190 | —        | 15 |
| 16                       | 23 | Alexander Albon  | Williams-Mercedes     | 1:42.078 | —        | —        | 16 |
| 17                       | 20 | Kevin Magnussen  | Haas-Ferrari          | 1:42.159 | —        | —        | 17 |
| 18                       | 5  | Sebastian Vettel | Aston Martin-Mercedes | 1:42.666 | —        | —        | 18 |
| 19                       | 47 | Mick Schumacher  | Haas-Ferrari          | 1:42.708 | —        | —        | 19 |
| 20                       | 18 | Lance Stroll     | Aston Martin-Mercedes | 1:43.430 | —        | —        | 20 |
| Tempo dos 107%: 1:46.068 |    |                  |                       |          |          |          |    |
| Fonte:                   |    |                  |                       |          |          |          |    |

Notas

### Corrida
| Pos.                                                                  | Nu. | Piloto           | Construtor            | Voltas | Tempo/Retirado       | Pit Stop | Pneus | Grid | Pontos |
| --------------------------------------------------------------------- | --- | ---------------- | --------------------- | ------ | -------------------- | -------- | ----- | ---- | ------ |
| 1                                                                     | 55  | Carlos Sainz Jr. | Ferrari               | 52     | 2:17:50.311          | 3        |       | 1    | 25     |
| 2                                                                     | 11  | Sergio Pérez     | Red Bull Racing-RBPT  | 52     | +3.779               | 3        |       | 4    | 18     |
| 3                                                                     | 44  | Lewis Hamilton   | Mercedes              | 52     | +6.225               | 3        |       | 5    | 15+1   |
| 4                                                                     | 16  | Charles Leclerc  | Ferrari               | 52     | +8.546               | 2        |       | 3    | 12     |
| 5                                                                     | 14  | Fernando Alonso  | Alpine-Renault        | 52     | +9.571               | 3        |       | 7    | 10     |
| 6                                                                     | 4   | Lando Norris     | McLaren-Mercedes      | 52     | +11.943              | 3        |       | 6    | 8      |
| 7                                                                     | 1   | Max Verstappen   | Red Bull Racing-RBPT  | 52     | +18.777              | 4        |       | 2    | 6      |
| 8                                                                     | 47  | Mick Schumacher  | Haas-Ferrari          | 52     | +18.995              | 3        |       | 19   | 4      |
| 9                                                                     | 5   | Sebastian Vettel | Aston Martin-Mercedes | 52     | +22.356              | 3        |       | 18   | 2      |
| 10                                                                    | 20  | Kevin Magnussen  | Haas-Ferrari          | 52     | +24.590              | 2        |       | 17   | 1      |
| 11                                                                    | 18  | Lance Stroll     | Aston Martin-Mercedes | 52     | +26.147              | 3        |       | 20   |        |
| 12                                                                    | 6   | Nicholas Latifi  | Williams-Mercedes     | 52     | +32.511              | 3        |       | 10   |        |
| 13                                                                    | 3   | Daniel Ricciardo | McLaren-Mercedes      | 52     | +32.817              | 4        |       | 14   |        |
| 14                                                                    | 22  | Yuki Tsunoda     | AlphaTauri-RBPT       | 52     | +40.910              | 3        |       | 13   |        |
| Ret                                                                   | 31  | Esteban Ocon     | Alpine-Renault        | 37     | Bomba de combustível | 2        |       | 15   |        |
| Ret                                                                   | 10  | Pierre Gasly     | AlphaTauri-RBPT       | 26     | Danos de colisão     | 3        |       | 11   |        |
| Ret                                                                   | 77  | Valtteri Bottas  | Alfa Romeo-Ferrari    | 20     | Caixa de velocidade  | 2        |       | 12   |        |
| Ret                                                                   | 63  | George Russell   | Mercedes              | 0      | Acidente             | 0        |       | 8    |        |
| Ret                                                                   | 24  | Guanyu Zhou      | Alfa Romeo-Ferrari    | 0      | Acidente             | 0        |       | 9    |        |
| Ret                                                                   | 23  | Alexander Albon  | Williams-Mercedes     | 0      | Acidente             | 0        |       | 16   |        |
| Volta mais rápida: Lewis Hamilton (Mercedes) – 1:30.510 (na volta 52) |     |                  |                       |        |                      |          |       |      |        |
| Fonte:                                                                |     |                  |                       |        |                      |          |       |      |        |

## Curiosidades
- Primeira pole position e primeira vitória de Carlos Sainz.
- Primeira pole position de um piloto espanhol desde Fernando Alonso no GP da Alemanha de 2012.
- Primeira vitória de um piloto espanhol desde Fernando Alonso no GP da Espanha de 2013.
- Guanyu Zhou provocou um grave acidente na largada.
- Primeiro Q3 da carreira de Nicholas Latifi.
- A Williams está presente no Q3 desde o GP da Rússia de 2021.
- Primeiros pontos de Mick Schumacher.

## Voltas na liderança
| Nº de Voltas | Piloto | Voltas |
| ------------ | ------ | ------ |
|              |        |        |
|              |        |        |

## 2022DHLFastest Pit Stop Award

### Resultado
| 1      | 14 | Fernando Alonso  | Alpine-Renault        | 2.43 | 25 |
| 2      | 18 | Lance Stroll     | Aston Martin-Mercedes | 2.45 | 18 |
| 3      | 55 | Carlos Sainz Jr  | Ferrari               | 2.57 | 15 |
| 4      | 1  | Max Verstappen   | Red Bull Racing-RBPT  | 2.60 | 12 |
| 5      | 4  | Lando Norris     | McLaren-Mercedes      | 2.61 | 10 |
| 6      | 6  | Nicholas Latifi  | Williams-Mercedes     | 2.62 | 8  |
| 7      | 11 | Sergio Pérez     | Red Bull Racing-RBPT  | 2.68 | 6  |
| 8      | 16 | Charles Leclerc  | Ferrari               | 2.83 | 4  |
| 9      | 3  | Daniel Ricciardo | McLaren-Mercedes      | 3.17 | 2  |
| 10     | 44 | Lewis Hamilton   | Mercedes              | 3.18 | 1  |
| Fonte: |    |                  |                       |      |    |

### Classificação
| Tabela do DHL Fastest Pit Stop Award \| Pos \| Construtor \| Pontos \| \| --- \| --------------------- \| ------ \| \| 1 \| Red Bull Racing-RBPT \| 234 \| \| 2 \| McLaren-Mercedes \| 209 \| \| 3 \| Ferrari \| 132 \| \| 4 \| Alpine-Renault \| 105 \| \| 5 \| Aston Martin-Mercedes \| 88 \| \| 6 \| Williams-Mercedes \| 86 \| \| 7 \| Mercedes \| 66 \| \| 8 \| AlphaTauri-RBPT \| 55 \| \| 9 \| Alfa Romeo-Ferrari \| 9 \| \| 10 \| Haas-Ferrari \| 4 \| |                       |        |
| Pos | Construtor            | Pontos |
| 1 | Red Bull Racing-RBPT  | 234    |
| 2 | McLaren-Mercedes      | 209    |
| 3 | Ferrari               | 132    |
| 4 | Alpine-Renault        | 105    |
| 5 | Aston Martin-Mercedes | 88     |
| 6 | Williams-Mercedes     | 86     |
| 7 | Mercedes              | 66     |
| 8 | AlphaTauri-RBPT       | 55     |
| 9 | Alfa Romeo-Ferrari    | 9      |
| 10 | Haas-Ferrari          | 4      |

## Tabela do campeonato após a corrida
Somente as cinco primeiras posições estão incluídas nas tabelas.
| Pos | Piloto           | Pontos | Var |
| --- | ---------------- | ------ | --- |
| 1   | Max Verstappen   | 181    | 0   |
| 2   | Sergio Pérez     | 147    | 0   |
| 3   | Charles Leclerc  | 138    | 0   |
| 4   | Carlos Sainz Jr. | 127    | 1   |
| 5   | George Russell   | 111    | 1   |

| Pos | Construtor           | Pontos | Var |
| --- | -------------------- | ------ | --- |
| 1   | Red Bull Racing-RBPT | 328    | 0   |
| 2   | Ferrari              | 265    | 0   |
| 3   | Mercedes             | 204    | 0   |
| 4   | McLaren-Mercedes     | 73     | 0   |
| 5   | Alpine-Renault       | 67     | 0   |